# Kapelle Hl. Apostel Peter und Paul auf dem Mirogoj-Friedhof

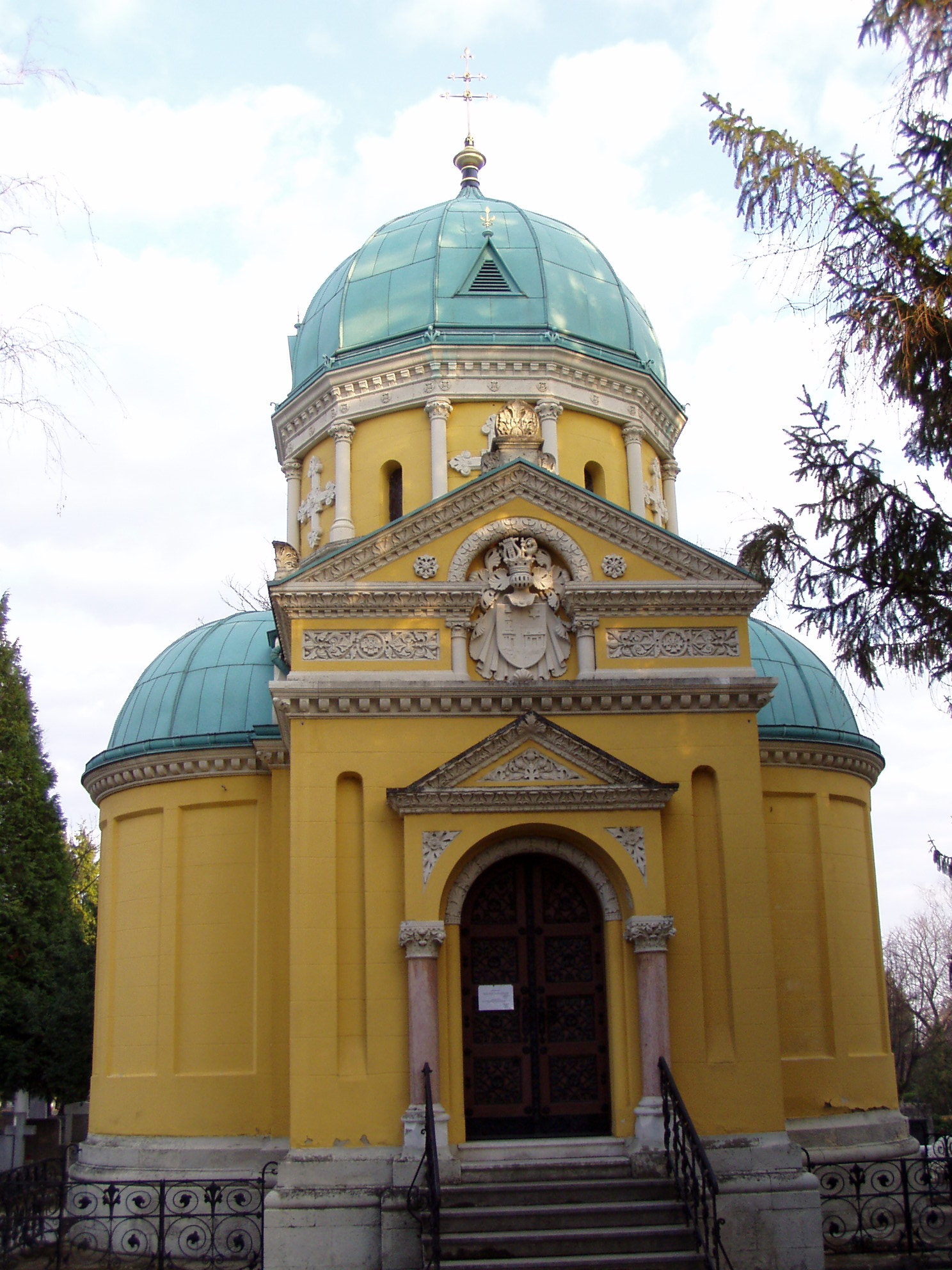
Die Kapelle Hl. Apostel Peter und Paul auf dem Mirogoj-Friedhof

Die Kapelle Hl. Apostel Peter und Paul auf dem Mirogoj-Friedhof (serbisch: Капела светих апостола Петра и Павла на Мирогоју, Kapela svetih apostola Petra i Pavla na Mirogoju), abgekürzt auch Peter-und-Paul-Kapelle genannt, ist eine Serbisch-orthodoxe Friedhofskapelle in der kroatischen Hauptstadt Zagreb.
Das Gotteshaus ist dem Patronat  der heiligen Apostel Peter und Paul anvertraut. Die Kapelle gehört zur Metropolie Zagreb und Ljubljana der Serbisch-orthodoxen Kirche, mit Sitz in Zagreb.

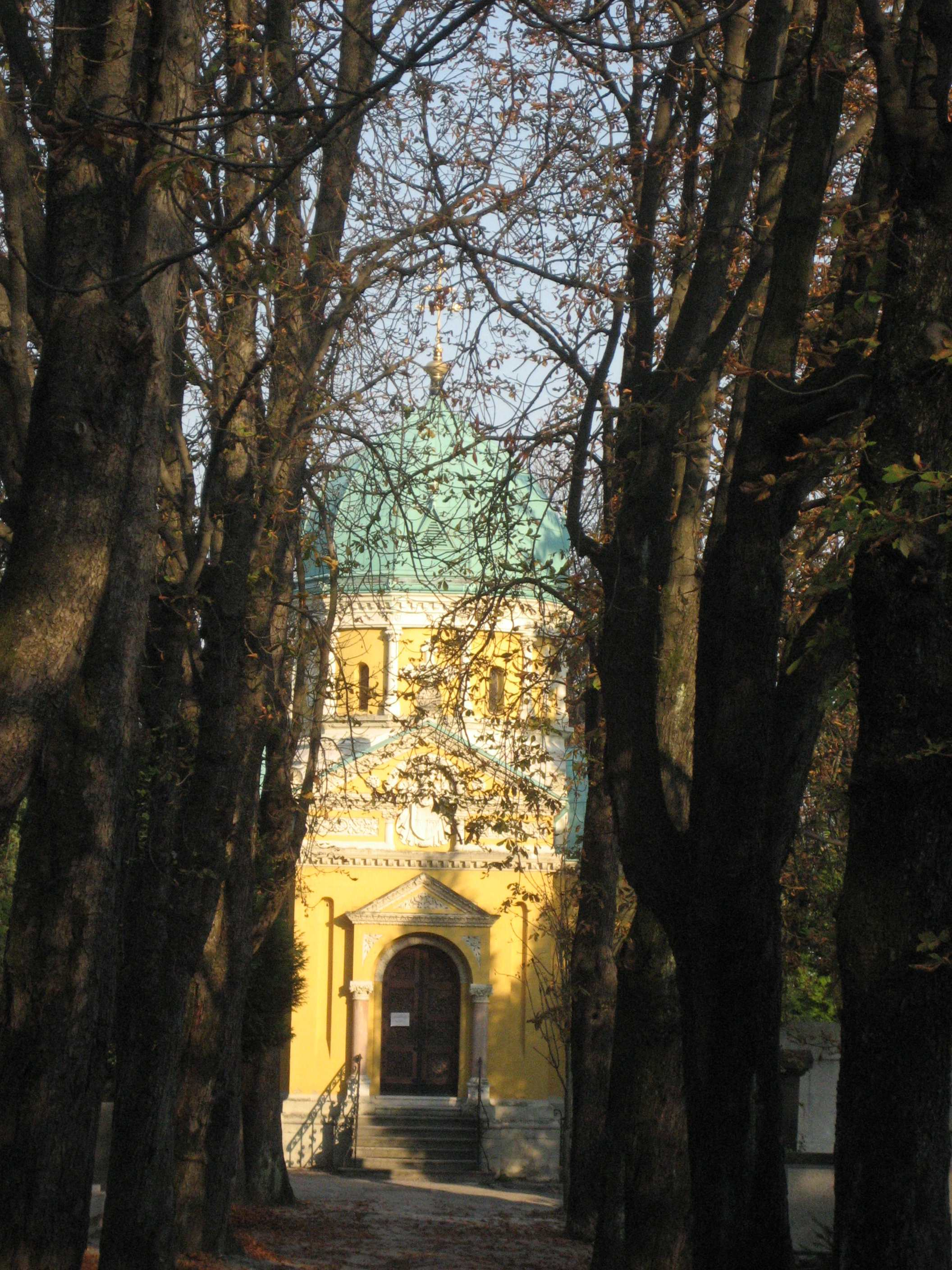
Zur Kapelle führende Allee

## Lage
Die Peter-und-Paul-Kapelle liegt im Norden Zagrebs auf dem Gelände des Mirogoj-Friedhofs.

## Geschichte
Die Kapelle wurde 1891 erbaut. Ktitorin (Stifterin) des Gotteshauses war die adlige Witwe Judita Kukulj, die die Kapelle über dem Grab ihres Ehegatten errichten ließ. Architekt der Kapelle war der aus Köln stammende Architekt Hermann Bollé, der als einer der wichtigsten Architekten Kroatiens gilt.
Die Kreuzkuppelkapelle ist im Neobyzantinischen Stil erbaut und hat den Grundriss eines Griechischen Kreuzes.